# Roumanophones de Serbie

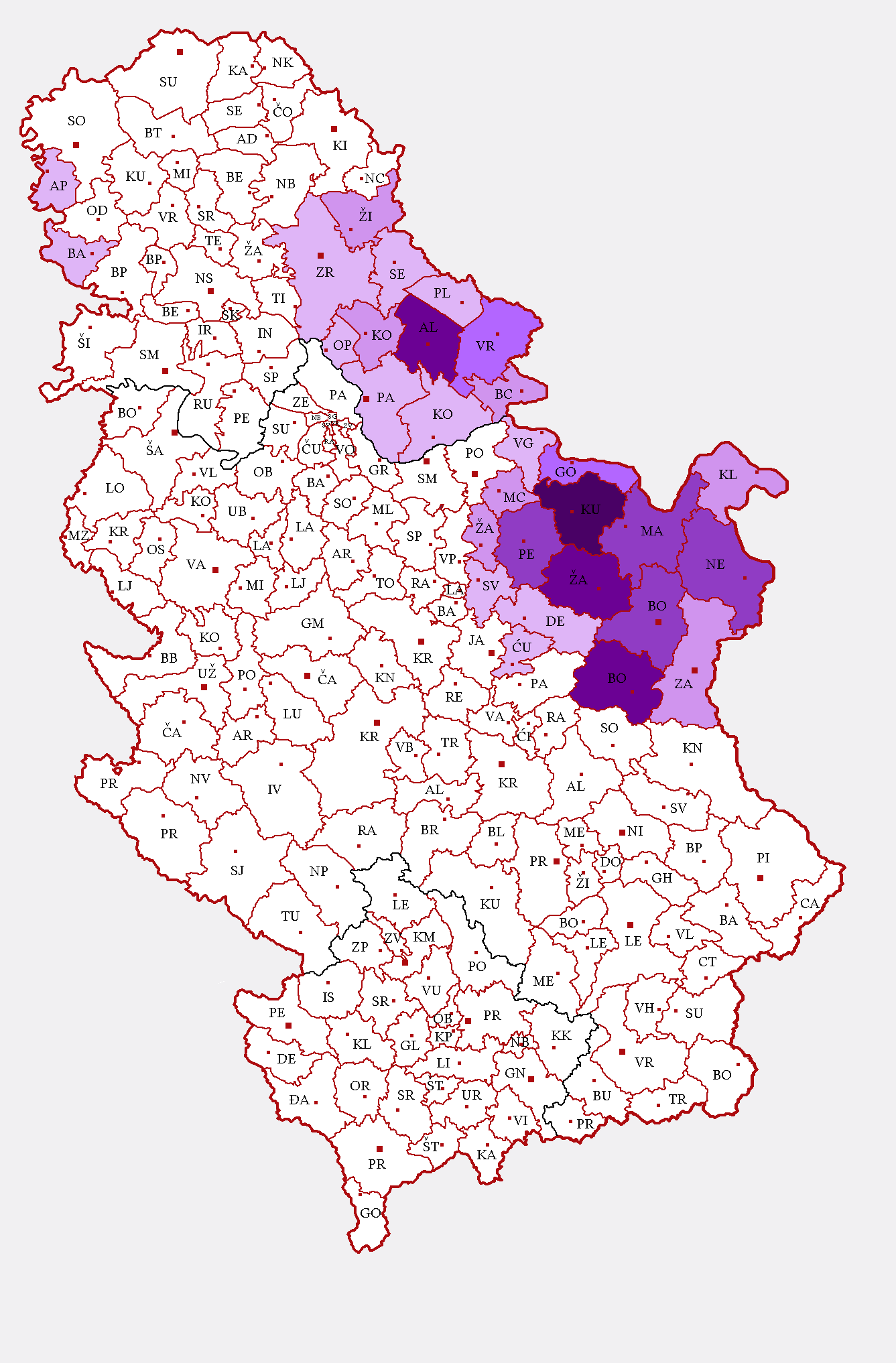
Locuteurs des langues romanes orientales en Serbie (avec le Kosovo) : au nord les « Vlasses » (Власи, Vlasi), à l'est les « Vlaches » (Влаши, Vlashi) :
1-5 %
5-10 %
10-15 %
15-25 %
25-35 %
au-dessus de 35 %

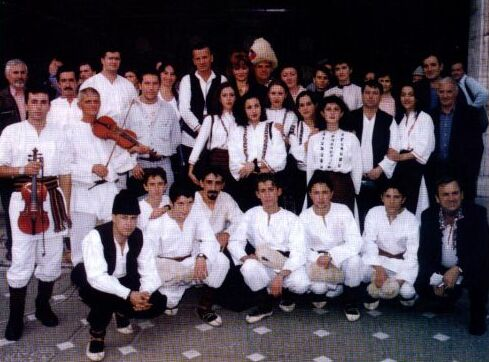
Groupe de roumanophones de Jabukovac/Iacubovăţ en Serbie.

Les 174 000 roumanophones de Serbie (en serbe cyrillique : Власи и Влаши у Србији) se divisent en deux groupes : les Aroumains et les Roumains. Les premiers, nommés « Vlaches » (en serbe Влаши ou Vlaši, en aroumain armāńi) sont comptés comme « Valaques » tout court, tandis que les seconds, appelés « Vlasses » (en serbe Власи ou Vlassi, en roumain rumāńi) sont comptés en Voïvodine comme « Minorité roumaine de Serbie » (34 000 personnes) tandis que dans le « pays Timochène » (Timočka krajina, en Serbie orientale près des Portes de Fer) ils sont comptés comme « Serbes de langue valaque » ou comme « Valaques de Serbie ». La plupart sont également locuteurs du torlakien qui leur permet de comprendre aussi bien le serbe standard que le bulgare, non sans garder des termes romans dans leur lexique local. Le 30 juillet 2007, sur les 243 148 Serbes du « pays Timochène » autour des Portes de Fer, environ 141 000 soit 58 % ont déclaré être d'origine roumaine (de ńjam rumāńesc),.

## Histoire

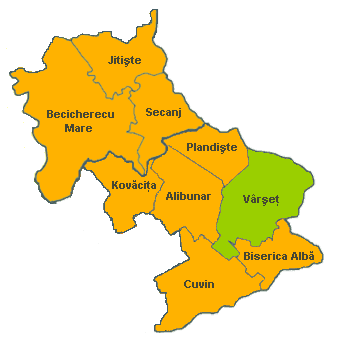
Carte figurant la minorité roumanophone de Voïvodine du sud-est
le roumain d’usage officiel dans toute la commune
le roumain d’usage officiel dans quelques communautés locales

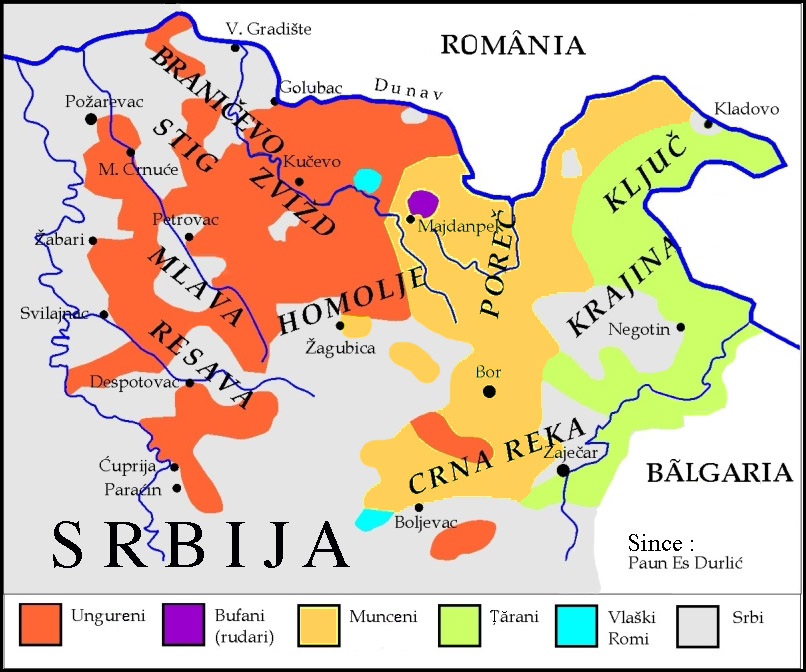
Les 4 communautés de roumanophones des Portes de Fer, d'après Paun Es Durlić, auxquels s'ajoutent les Roms "valaques" de langue roumaine.

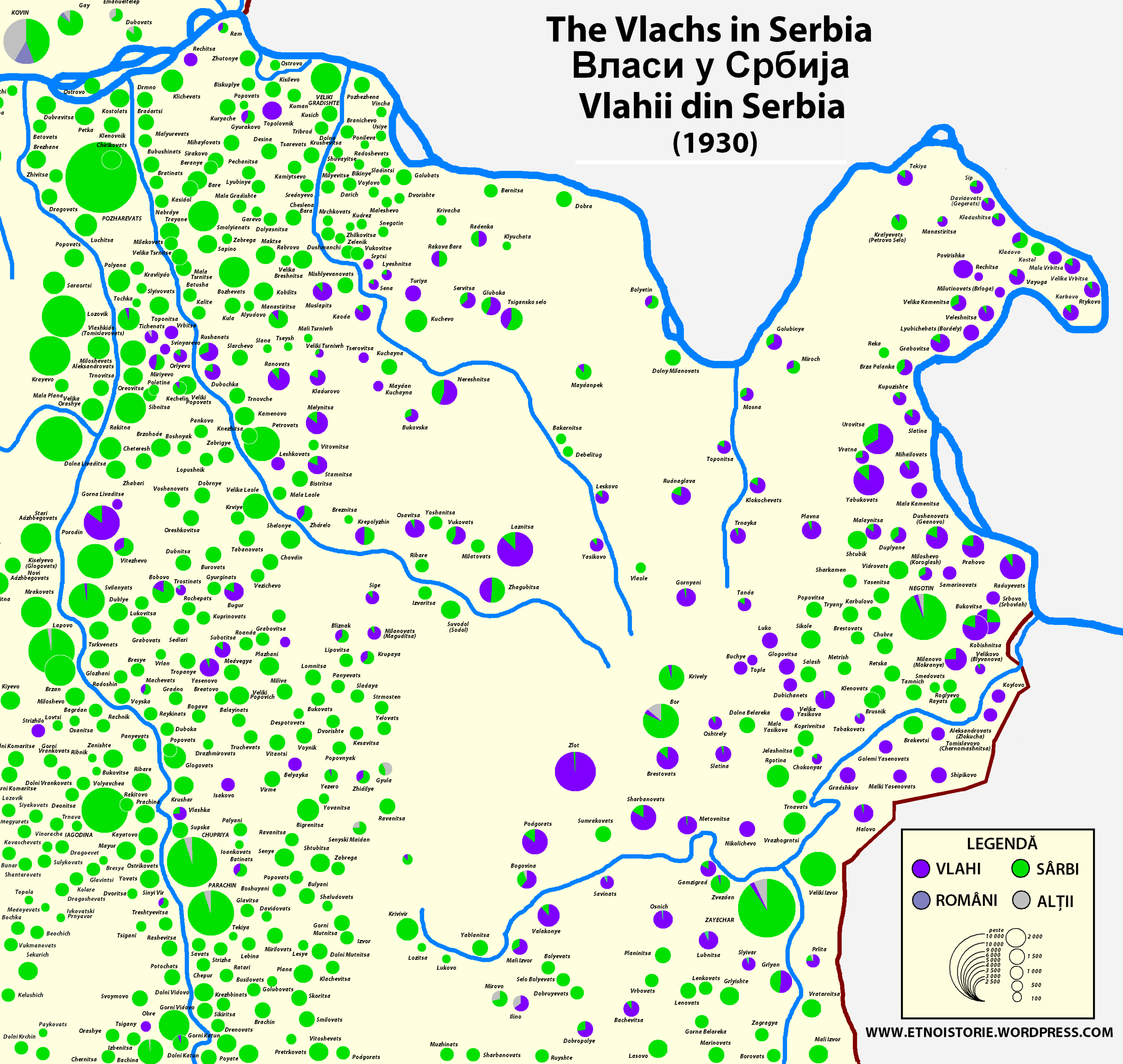
Carte figurant la minorité roumanophone des Portes de Fer en Serbie en 1930, en violet. Sur les cartes postérieures à 1945, elle n'est plus figurée.

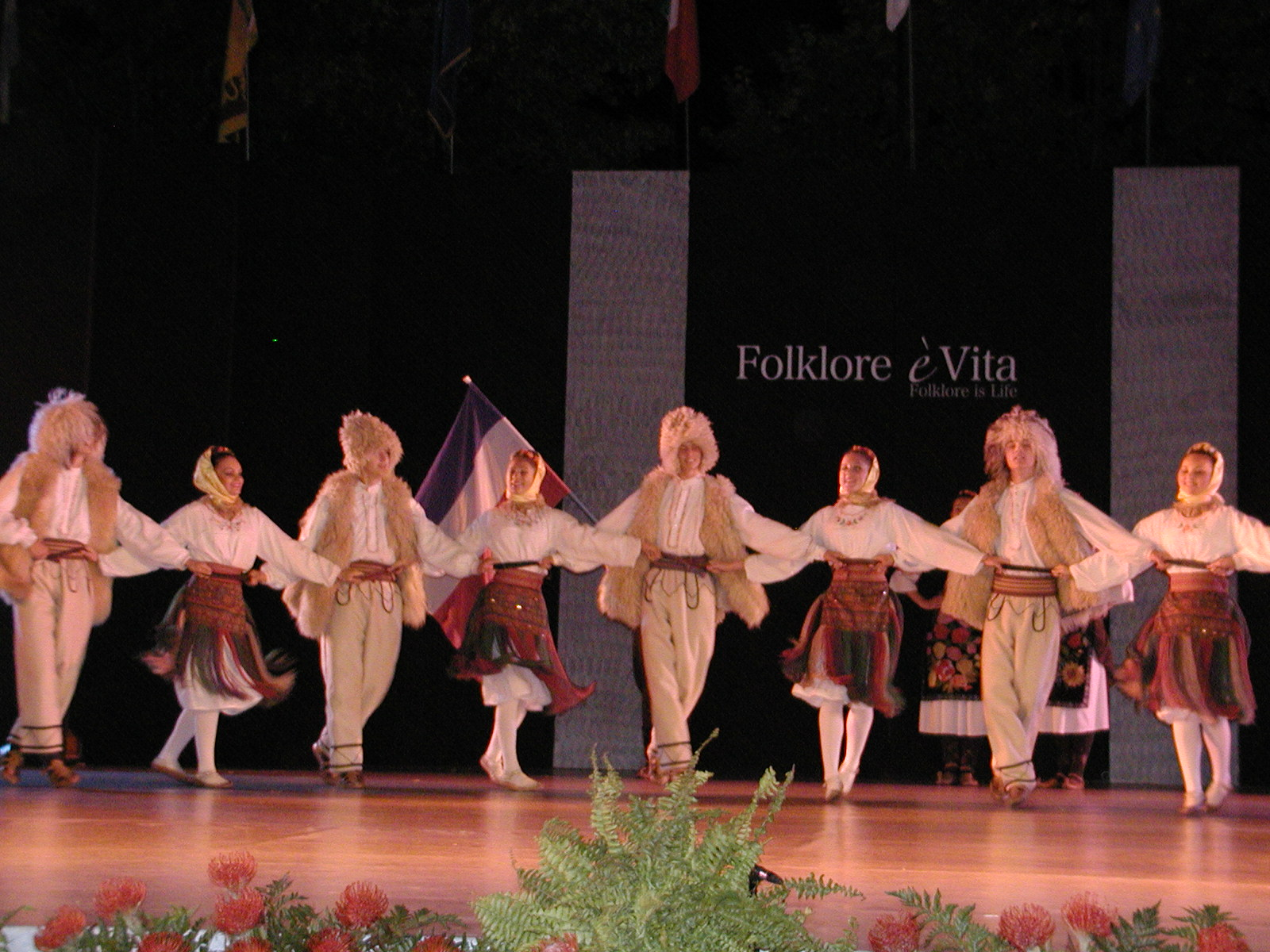
Groupe de roumanophones de Zaječar/Zăicear en Serbie.

Historiquement, les « Roumains », de langue daco-roumaine étaient appelés en serbe « Vlasi » (en serbe « Власи ») ou encore « Karavlasi » soit « Valaques noirs », par opposition aux « Vlaši » (en serbe « Влаши ») ou encore « Akvlasi » soit « Valaques blancs » qui ne parlent pas la même langue romane orientale, habitent de manière très dispersée au sud de la Serbie, et sont appelés par les linguistes « Aroumains ». Les roumanophones de Serbie y ont laissé des toponymes tels que Vlasić, Vlah ou Vlasina et sont affiliés à l'Église orthodoxe serbe ; tous parlent également le serbe, non sans garder des termes roumains dans leur lexique local. Une autre dénomination, celle de « Morlaques » (Морлаки, Morlaki : « Valaques proches de la mer ») ou encore « Mavro-vlahi », désigne des communautés qui ont érigé les stèles et sarcophages appelés stećci et qui, Moyen Âge, sont progressivement passés de leur langue romane (possiblement valaque ou dalmate) au serbo-croate chtokavien. L'aire de répartition des « Morlaques » se trouve, depuis la dislocation de la Yougoslavie, hors de Serbie.

## Situation actuelle
Dans l'ex-Yougoslavie, les 40 000 « Vlaši » vivant en Serbie méridionale et le long de la frontière bulgare (en roumain « Aromânii » : Aroumains), ainsi que les 34 000 « Roumains » de Voïvodine (en roumain « Românii bănăţeni din Serbia »), étaient reconnus et comptés comme minorités nationales (séparément), et figuraient sur les cartes linguistiques, tandis que les 140 000 roumanophones de la Krajina orientale (aux Portes de Fer et autour de Negotin et de Zaječar (en roumain « Românii Timoceni ») n'étaient pas reconnus comme minorité, ne figuraient pas sur les cartes ethnographiques yougoslaves ni dans les statistiques, et n'étaient évoqués que comme « Serbes de langue valaque ».
Ceux-ci sont, d'après le « Mouvement démocratique des Roumains de Serbie », majoritaires dans 156 communes et présents dans 48 autres, donc plus nombreux que les « Vlaši » et que les Roumains de Voïvodine réunis ; mais au recensement serbe de 2002, sur 284 112 habitants de cette région, 243 148 (85,58 %) étaient déclarés Serbes, 23 604 (8,31 %) étaient déclarés « Vlasi » et 2 723 (0,96 %) étaient déclarés Roms. Selon Păun S. Durlić, les roumanophones des Portes de Fer se divisent en quatre communautés différentes : à l'ouest les Ungureni qui se sont réfugiés ici au Moyen Âge pour échapper au servage dans le Royaume de Hongrie, d'où leur nom ; au centre les Bufani (ou Rudari) et les Munceni (peut-être une déformation de Munteni : montagnards) qui sont bûcherons et bergers dans les massifs forestiers ; à l'est enfin les Țărani (paysans) qui sont cultivateurs et jardiniers. Ungureni, Bufani et Munceni parlent des formes de roumain apparentées aux parlers de Transylvanie, tandis que les Țărani ont un parler très proche de ceux d'Olténie voisine,.
Les roumanophones des Portes de Fer n'ont été officiellement autorisés à se décompter comme tels que le 30 juillet 2007, sans pour autant accéder au statut de « minorité linguistique roumaine » comme ceux de Voïvodine. Selon ce décompte, il s'avère que 58 % des « Serbes » de cette région soit près de 141 000 personnes seraient usuellement roumanophones.
Dans cette situation, deux tendances identitaires coexistent au sein de la minorité roumaine de Serbie : l'une, « roumaniste » (en roumain « românistă ») et minoritaire, s'identifie au peuple roumain et revendique le statut de minorité roumaine en Serbie ; l'autre, « valaquiste » (en roumain « vlahistă ») et majoritaire, s'en distingue au contraire et se considère comme une « communauté est-romane de Serbie », roumanophone mais non roumaine. On retrouve ici le même débat qu'en Macédoine du Nord, au Monténégro ou en Moldavie entre droit du sang et droit du sol : selon le premier, l'identité se fonde sur la langue et l'origine commune ; selon le second, elle se fonde sur le territoire et l'habitat (ou la citoyenneté) communes. Ces controverses se sont traduites par la création de quatre partis politiques : le Mouvement démocratique des Roumains de Serbie, le Parti démocratique valaque de Serbie de Bor, le Parti démocratique valaque de Serbie de Negotin et celui des Valaques de la Serbie démocratique (VDS), néanmoins fédérés au sein de la coalition des « Valaques unis de Serbie ». Le Mouvement démocratique des Roumains de Serbie a participé aux élections législatives serbes de 2003 au sein de l'alliance « Serbie indépendante » et n'a remporté aucun siège. Au second tour de l'élection présidentielle serbe de 2008, il a apporté son soutien au président sortant Boris Tadić.
Une des clefs pour comprendre les roumanophones en Serbie est le plurilinguisme ; les pratiques de celles et ceux qui habitent dans le Homolje (région), au nord-est de la Serbie, illustrent ce point. Leur façon de se désigner varie en fonction de la langue employée. S'exprimant en roumain, la personne se dira roumaine ; en serbe, elle se dira serbe ou, éventuellement, valaque. Entre eux, ils se désignent comme roumains, alors qu'ils n'ont rien en commun avec les citoyens de Roumanie, à part la langue. Dans l'ambiance très nationaliste et identitaire qui sévit dans les Balkans, le degré de confiance en l'interlocuteur compte aussi : en famille ou entre amis on n'a pas de motif pour occulter ses origines, mais face à des officiels ou des journalistes, on préfère s'affirmer prudemment comme membre de la majorité nationale serbe
Si les roumanophones de Serbie peuvent avoir des identités diverses, selon de la langue qu'ils emploient ou la personne à laquelle ils s'adressent, ils peuvent aussi en changer pour s'adapter aux actions de l'État serbe. En effet, au début de l'autonomie de la Serbie, vers 1815 (voir Principauté de Serbie), l'état-civil serbe a instauré pour tous ses ressortissants le patronyme en ић (ić, prononcé itch pour « fils »). Ce patronyme, transmis par filiation, se retrouve dans le recensement de 1863. Aujourd'hui encore, chacun, chacune, a deux identités officielles : une pour sa communauté roumaine, et une autre pour l'extérieur (par exemple Пауновић - Paounović pour Păunescu). Comme la communauté roumaine est plutôt de tradition orale, le nom employé dans cette communauté est rarement écrit, et ne figure pas sur les documents administratifs. Dès qu'un écrit apparait, pour l'église ou pour la scolarité, c'est le nom serbe, différent du premier, qui est utilisé. Ces personnes revendiquent leurs deux identités, qui ne fonctionnent pas dans le même cadre, et n'entrent donc pas en conflit. Par exemple, « Meilà Bechiariu » est Roumain dans le village et dans la sphère Roumaine ; il est « Mihajlo Jovanović » et vlah serbe pour les Serbes de la région. Dans le reste de la Serbie et du monde, il est Serbe.
Ce double nom pour chaque individu, non seulement ne pose pas de problèmes, mais est revendiqué dans les sociétés rurales traditionnelles, où la référence collective est le village ou un groupe de villages. À ce niveau, les roumanophones de Homolje s'affirment roumains. L'idée d'une identité plus large, issue d'un État-nation, est apparue en Serbie aux XIXe et XXe siècles. Dans la langue courante, ces personnes n'utilisent jamais les mots roumains anciens domnie (« domination, souveraineté, état ») et neam (« origine commune, parentèle, nation ») ou modernes stat (« état ») et națiune (« nation »), mais les mots serbo-croates cтање (stanje, « état ») et нација (natsiya, « nation »). En revanche, pour les unités sociales d'ordre rural, comme « maison » ou « village », les mots qu'ils emploient sont roumains. Il n'y a donc pas de conflit culturel entre les deux modes. Par la scolarisation, ces personnes ont acquis une forte conscience serbe, renforcée par les échanges commerciaux, mais aussi par les faits d'armes : ces roumanophones se sont battus pour l'indépendance de la Serbie et contre les envahisseurs germaniques de la Serbie pendant les guerres mondiales, et ont subi, lors des guerres de Yougoslavie dans la décennie 1990, les mêmes bombardements, destructions et sanctions que les autres serbes.